# Bernd von Brauchitsch

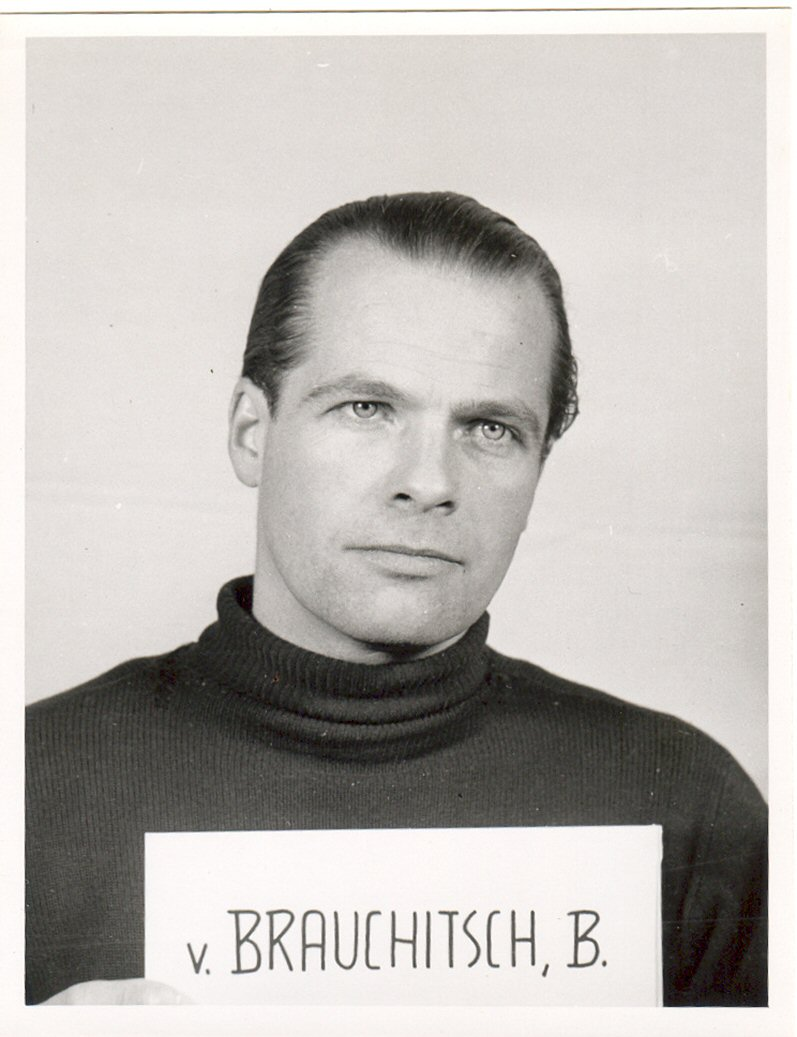
Bernd von Brauchitsch als Zeuge bei den Nürnberger Prozessen.

Bernd von Brauchitsch (* 30. September 1911 in Berlin; † 19. Dezember 1974) war ein deutscher Offizier in Reichswehr und Wehrmacht. Er war während des Zweiten Weltkrieges lange Zeit Adjutant von Hermann Göring.

## Leben
Bernd von Brauchitsch war der älteste Sohn des späteren Oberbefehlshabers des Heeres und Generalfeldmarschalls Walther von Brauchitsch und dessen erster Frau Elisabeth, geborene von Karstedt.
1931 trat er in die Deutsche Verkehrsfliegerschule in München ein, wo er seine Flugzeugführerlizenz erwarb. 1932 trat von Brauchitsch in ein Reiterregiment der Reichswehr ein und wurde 1934 zum Leutnant befördert. Im gleichen Jahr trat er zur Luftwaffe über. Er diente zuerst als Flugzeugführer bei der Erprobungsstelle in Rechlin, 1935 dann als Technischer Offizier in einer Stukastaffel. Nachdem er am 12. März 1936 zur I. Gruppe des Sturzkampfgeschwader 165 versetzt wurde, erreichte ihn am 1. April 1936 die Beförderung zum Oberleutnant. Anschließend, am 1. Oktober 1936 ging er zur II. Gruppe des Sturzkampfgeschwaders 162, später umbenannt in Sturzkampfgeschwader 167. Nachdem er am 1. März 1937 die 1. Staffel dieses Geschwaders als Staffelkapitän übernommen hatte, erhielt das Geschwader am 1. April 1938 die neue Bezeichnung Sturzkampfgeschwader 168.
Im Jahre 1939 besuchte er die Höhere Luftwaffenschule in Gatow, nahm an der Luftkriegsakademie teil und wurde Adjutant bei Göring, dem Oberbefehlshaber der Luftwaffe. Im Oktober wurde er zum Hauptmann befördert. Vom Mai bis August 1940 war er Gruppenkommandeur in der IV. Gruppe des Lehrgeschwaders 1 im Westfeldzug und der Luftschlacht um England. Ab August wurde er wieder Adjutant beim OB der Luftwaffe. 1941 wurde er in den Generalstab übernommen und Ende 1941 zum Chefadjudanten Görings ernannt. 1942 erfolgte die Beförderung zum Major, 1943 zum Oberstleutnant und 1944 zum Oberst. 1944 verlieh ihm Göring das Flugzeugführer- und Beobachterabzeichen in Gold mit Brillanten. Ende April 1945 wurden von Brauchitsch und Göring in Berchtesgaden von der SS verhaftet, die den Befehl hatte, Göring, seine Familie und nähere Mitarbeiter nach der Kapitulation Berlins zu erschießen. Dieser Befehl wurde jedoch von den Wachen nicht ausgeführt.
Im Mai 1945 nahm von Brauchitsch in Görings Auftrag mit der 36. US-Division der 7. US-Armee Kontakt auf, um als Unterhändler Verhandlungen aufzunehmen. Als Bevollmächtigter Görings teilte er dieser mit, dass Göring den Krieg als beendet betrachte und bereit sei, sich zu ergeben. Anschließend wurde von Brauchitsch von den Alliierten in Kriegsgefangenschaft genommen, aus der er um 1948 wieder entlassen wurde. Am 12. März 1946 wurde er im Nürnberger Prozess gegen die Hauptkriegsverbrecher als Zeuge vernommen.

### Nachkriegszeit
In der Nachkriegszeit war von Brauchitsch Manager der Nord-Westdeutschen Bau- u. Montage GmbH und ab 1956 Mitglied des Aufsichtsrates der von den Krupp-Brüdern Berthold und Harald von Bohlen und Halbach gegründeten Bohlen Industrie GmbH, später AG. 1961 wurde er geschäftsführender Direktor der von den beiden Krupp-Brüdern erworbenen Jurid Werke GmbH in Glinde bei Hamburg, einer Schwestergesellschaft der WASAG.
Er war außerdem Vorsitzender der Landesvereinigung der Schleswig-Holsteinischen Arbeitgeberverbände, des Arbeitgeberverbandes für die Chemische Industrie und Kunststoffverarbeitung Schleswig-Holsteins sowie des Wirtschaftsverbandes Asbest. Darüber hinaus saß er im Vorstand der Bundesvereinigung der Deutschen Arbeitgeberverbände.